# Цабай-Чапор (район Нитра)
Цабай-Чапор (словац. Cabaj-Čápor) — деревня в западной Словакии района Нитра (район) одноименного края.
Расположено на Подунайской возвышенности в юго-восточной части района в 9 км к юго-западу от административного центра района г. Нитра. Состоит из двух частей Цабай и Чапор.
Население по состоянию на 1 января 2013 года составляет 4 032 человека.

## История
Впервые упоминается в 1156 году как Копур (Цабай) и в 1246 как Хобой (Чапор). Два села существовали отдельно до 1918 года в Королевстве Венгрия. Объединены — в 1925 году, но в 1939 опять разделены. С 1974 года окончательно объединены в одно село с двумя независимыми сельскими общинами.

## Население
| Год:                | 1994 | 2004    | 2014     | 2024    |
| ------------------- | ---- | ------- | -------- | ------- |
| Количество человек: | 3270 | 3562    | 4042     | 4358    |
| Разница:            |      | +8,92 % | +13,47 % | +7,81 % |